# Donald Blessing

Donald F. Blessing, ameriški veslač, * 26. december 1905, Holister, Kalifornija, † 4. julij 2000.
Blessing je za Združene države Amerike nastopil kot krmar osmerca na Poletnih olimpijskih igrah 1928 v Amsterdamu. Ameriški čoln je tam osvojil zlato medaljo.  